# Hans Eysenck
Hans Jürgen Eysenck (ur. 4 marca 1916 w Berlinie, zm. 4 września 1997 w Londynie) – psycholog angielski pochodzenia niemieckiego.
Badacz i teoretyk osobowości. Prowadził badania nad strukturą osobowości metodą analizy czynnikowej. Posługując się metodami eksperymentalnymi wskazał na neurotyczność i dychotomię introwersji – ekstrawersji (do których potem dołączył psychotyczność) jako podstawowe wymiary osobowości. Autor prac z zakresu psychopatologii i psychoterapii. Jeden z twórców systemu terapii behawioralnej, krytyk psychoanalizy.
W 1934 roku Eysenck opuścił nazistowskie Niemcy, przenosząc się do Francji, a następnie osiedlając się w Wielkiej Brytanii. W 1940 roku obronił w Londynie doktorat. Od 1955 profesor Instytutu Psychiatrii Uniwersytetu w Londynie, wykładał do 1983.
Hans Eysenck prowadził również badania z zakresu grafologii (5 publikacji) i astrologii (19 publikacji), m.in. prace wraz z Jeffem Mayo (zodiak) i Michelem Gauquelin (wpływy planetarne) oraz parapsychologii. Badał wpływ psychiki człowieka na jego pismo.
Napisał przeszło 50 książek i 900 artykułów akademickich. Pod koniec swojego życia Eysenck był psychologiem o największej liczbie cytowań w literaturze naukowej.
W drugiej dekadzie XXI w. pojawiły się wątpliwości co do rzetelności jego badań. Kwestionowane są wyniki z ponad 60 publikacji.
King’s College London uznał 26 jego publikacji (te które napisał, pracując tam) za niewiarygodne (considered unsafe).

## Wybrane książki
- Sens i nonsens w psychologii (1957, wydanie polskie 1965)
- Zmierzch i upadek imperium Freuda (wydanie polskie 2002)
- Dimensions of Personality (1947)
- The Scientific Study of Personality (1952)
- The Psychology of Politics (1954)
- Personality Structure and Measurement (1967)
- Personality Genetics and Behaviour (1982)
- Astrology Science or Superstition? (1982)